# Área Metropolitana de Helsínquia

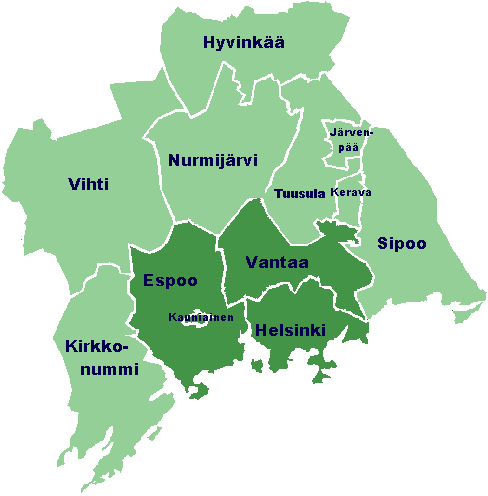
Mapa da Área Metropolitana de Helsínquia (verde escuro) e a Região da Grande Helsínquia (verde escuro e verde claro)

A Área Metropolitana de Helsínquia (em finlandês: Pääkaupunkiseutu, em sueco: Huvudstadsregionen, "área metropolitana da capital") é o conglomerado urbano que formam a cidade e município de Helsinki e 3 outras cidades e municípios ao redor da capital finlandesa - Vantaa, Espoo e Kauniainen. Localiza-se a sul da Finlândia, na costa do Golfo da Finlândia. A área tem uma população aproximadamente de um milhão e 300 mil habitantes. 

Esta região é a mais urbanizada do país, e é o centro comercial, cultural e econômico mais importante da Finlândia. Oito das 20 universidades mais importantes da Finlândia se encontram na Área Metropolitana de Helsinki; e nesta mesma região se encontra o mais importante aeroporto do país, o Aeroporto de Helsinki-Vantaa.
A Região de Helsínquia (em finlandês: Helsingin seutu, em sueco: Helsingforsregionen; também conhecida como "Grande Helsínquia") é uma área consideravelmente maior, abrangendo 14 municípios - os municípios metropolitanos de Helsínquia, Espoo, Vantaa e Kauniainen, e os municípios circundantes de Hyvinkää, Järvenpää, Kerava, Kirkkonummi, Nurmijärvi, Sipoo, Tuusula, Vihti, Mäntsälä e Pornainen. Com uma população da ordem de 1 600 000 habitantes, constitui uma unidade económica com Helsínquia como centro.

## Estatísticas
A tabela abaixo lista a população, área, e densidade populacional dos municípios da área da Grande Helsinki.
| Município                 | Área        | População (2004) | Densidade populacional |
| ------------------------- | ----------- | ---------------- | ---------------------- |
| Espoo (Esbo)              | 312 km²     | 224,231          | 718.7/km²              |
| Helsínquia (Helsingfors)  | 186 km²     | 559,330          | 3,007.2/km²            |
| Kauniainen (Grankulla)    | 6 km²       | 8,622            | 1,387.0/km²            |
| Vantaa (Vanda)            | 241 km²     | 184,039          | 736.6/km²              |
| Região da Capital         | 745 km²     | 976,222          | 1,310.0/km²            |
| Hyvinkää (Hyvinge)        | 323.2 km²   | 43,169           | 133.6/km²              |
| Järvenpää (Träskända)     | 37 km²      | 37,114           | 1003.1/km²             |
| Kerava (Kervo)            | 31 km²      | 31,170           | 1,005.5/km²            |
| Kirkkonummi (Kyrkslätt)   | 365 km²     | 31,695           | 86.8/km²               |
| Nurmijärvi                | 362 km²     | 35,922           | 99.6/km²               |
| Sipoo (Sibbo)             | 364 km²     | 18,397           | 50.6/km²               |
| Tuusula (Tusby)           | 220 km²     | 33,952           | 154.3/km²              |
| Vihti (Vichtis)           | 522.0 km²   | 24,954           | 47.8/km²               |
| Outros subúrbios          | 1,379 km²   | 188,396          | 136.6/km²              |
| Área Metropolitana, Total | 2,970.6 km² | 1,232,595        | 415.0/km²              |